# Allotropi del fosforo
Il fosforo è un elemento chimico che può esistere sotto forma di diversi allotropi, i più diffusi dei quali sono il fosforo rosso ed il fosforo bianco.

## Fosforo bianco

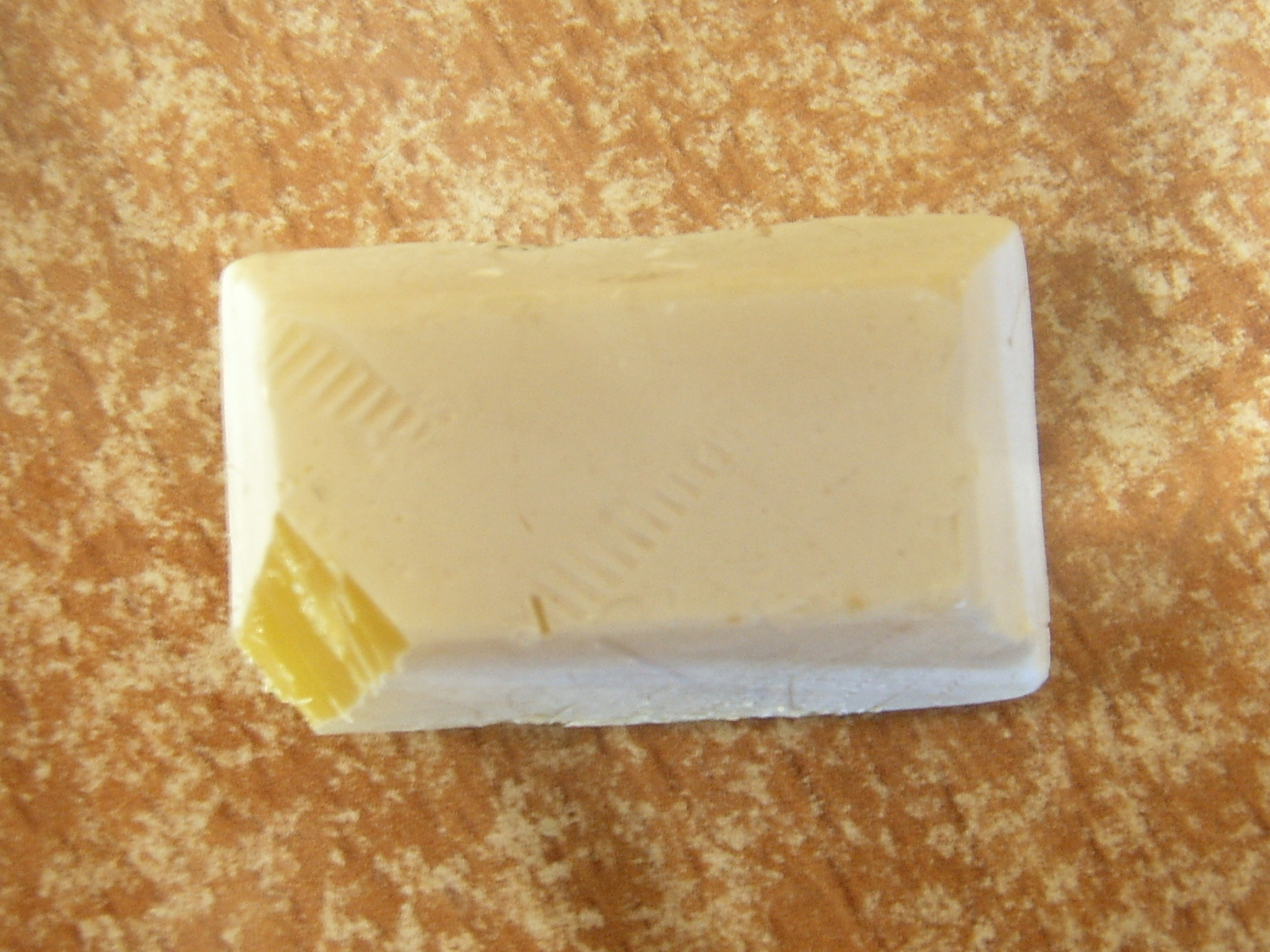
Aspetto del fosforo bianco

Il fosforo bianco è un solido molecolare costituito da tetraedri P4, uniti da forze di Van der Waals. La distanza P-P nei tetraedri è 2,21 Å con angoli di 60°: questo genera tensioni interne alla struttura di circa 100 kJ/mol, che la rendono la meno stabile delle forme allotropiche. È di aspetto ceroso, fonde a 44,1 °C (319,25 K) formando un liquido incolore che bolle a 282 °C (555 K). È tossico per ingestione e inalazione, provoca necrosi ossea e viene conservato sott'acqua o azoto in quanto a 40 °C (313 K), esposto all'aria, brucia.

## Fosforo rosso

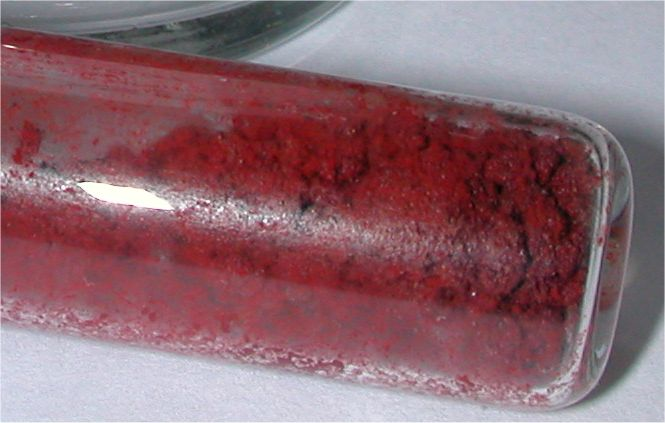
Fosforo rosso in un contenitore di vetro

Il fosforo rosso è una forma allotropica amorfa del fosforo non esistente in natura. Essa è ottenuta a partire dal fosforo bianco riscaldandolo a 260 °C per lungo tempo e in assenza di aria.

## Fosforo viola
Il fosforo viola è anche conosciuto come "Fosforo metallico di Hittorf". Nel 1865, Johann Wilhelm Hittorf riscaldò del fosforo rosso in un tubo sigillato a 530 °C, mantenendo la parte superiore del tubo a 444 °C. Grandi cristalli monoclini o romboedrica opache sublimano. Del fosforo viola può essere preparato sciogliendo fosforo bianco in piombo fuso in un tubo sigillato a 500 °C per 18 ore. Con lento congelamento, l'allotropo di Hittorf si cristallizza. I cristalli possono apparire al dissolversi del piombo in acido nitrico diluente e seguito dall'ebollizione di acido nitrico concentrato.

## Fosforo nero

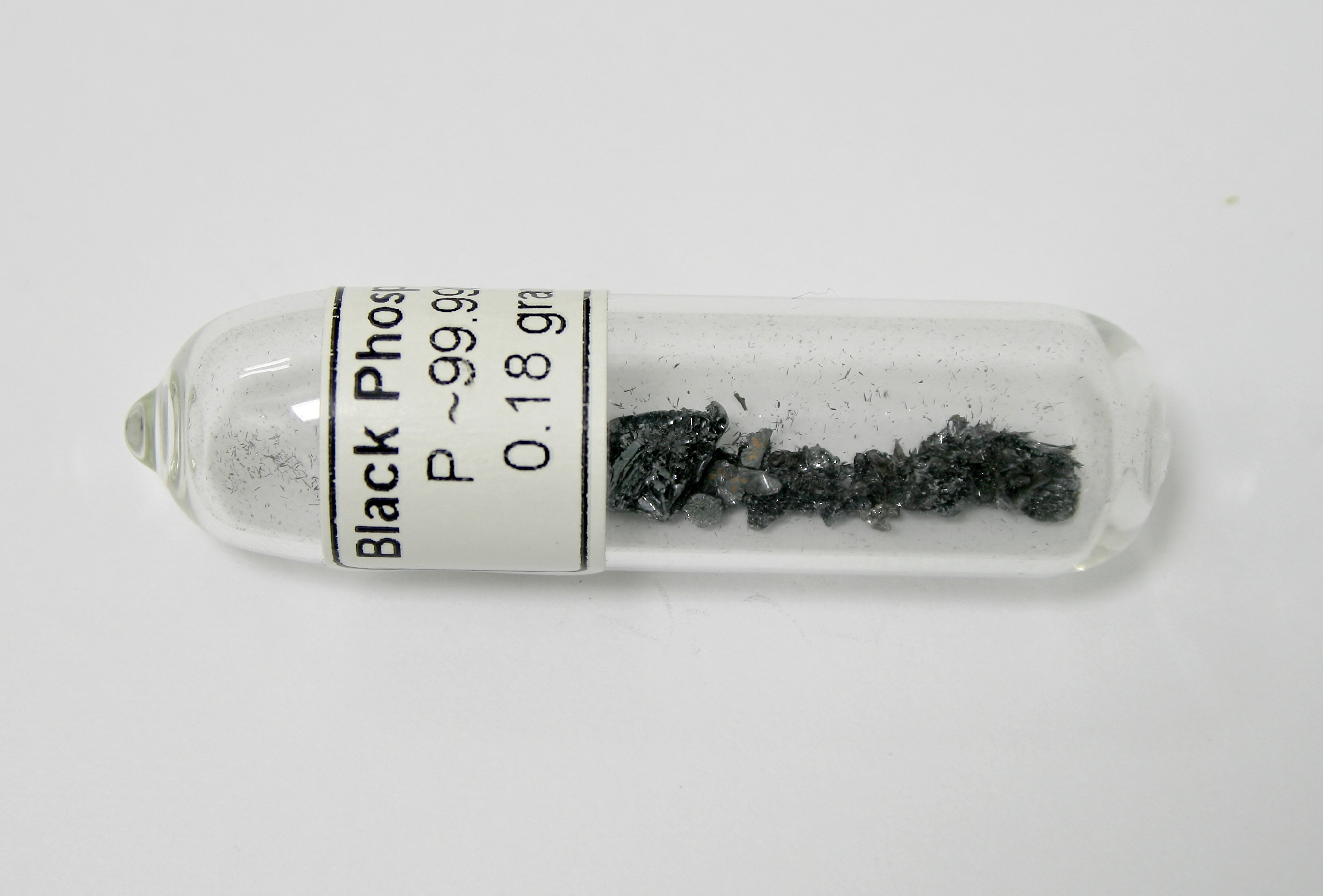
Fosforo nero

Il fosforo nero è l'allotropo più raro del fosforo e il più stabile grazie alla sua struttura cristallina composta da strati paralleli di anelli esagonali condensati, il che lo rende simile al grafene. La distanza P-P negli esagoni è di 0,25 Å con angoli di 122 gradi che la rendono la più stabile delle forme allotropiche. Se ne possono produrre fogli in due modi: tramite esfoliazione, stessa metodologia usata per la grafite, e bombardandone un blocco grezzo immerso in un liquido con onde sonore ad alta frequenza. È di colore nero, metallico, ed è un semiconduttore, il che spiega gli studi su di esso volti alla creazione di transistor più efficaci di quelli al silicio, poiché gli elettroni non perdono energia se intrappolati in uno strato bidimensionale ed è in grado di cambiare banda proibita e cambiare polarità (n,p,ambipolare) semplicemente variandone lo spessore o aggiungendo alcuni metalli. Dopo alcuni test è risultato anche più conduttore del grafene. Ha anche una band gap "modellabile", il che porta a studi in molti campi della tecnologia di questo allotropo. Si sta studiando anche il suo impiego nell'ottica perché se steso su una superficie diviene trasparente. È estremamente resistente e flessibile e ha un punto di fusione molto alto anche se assorbe il calore e perciò si sta studiando il suo impiego come isolante. Condivide con il grafene la struttura a nido d'ape e ogni foro ha un diametro tra 50 e 100 nm. La sua struttura cristallina si degrada a contatto con ossidanti. Il problema può essere inibito mettendolo a contatto con l'ammoniaca. Non ha applicazioni. In natura è estremamente raro e si può trovare combinato con altri allotropi (es. fosforo bianco). È tossico perché entra nelle cellule lesionando le membrane cellulari.